# François Sermon
François Sermon (31 maart 1923 – 17 maart 2013) was een Belgisch voetballer die speelde als middenvelder. Hij voetbalde in de Eerste klasse bij RSC Anderlecht en speelde 9 interlandwedstrijden met het Belgisch voetbalelftal.

## Loopbaan
Sermon was sinds 1939 aangesloten bij toenmalig Eersteklasser RSC Anderlecht en debuteerde er in 1941 als aanvallende middenvelder in het eerste elftal. Hij speelde er jarenlang samen met Jef Mermans in de ploeg die vanaf dat moment succesvol werd. Sermon werd met Anderlecht viermaal landskampioen (1947, 1949, 1950 en 1951) en  eindigde driemaal op de tweede plaats (1944, 1948 en 1953) in de Belgische voetbalcompetitie. Hij bleef er nog voetballen tot in 1953 en zette toen een punt achter zijn spelersloopbaan op het hoogste niveau. In totaal speelde Sermon 273 wedstrijden in Eerste klasse en scoorde hierbij 69 doelpunten.
Tussen 1945 en 1951 werd Sermon 10 maal geselecteerd voor een wedstrijd met het Belgisch voetbalelftal en speelde hij in totaal 9 wedstrijden. Sermon scoorde hierbij twee doelpunten, beide in zijn allereerste interland, de thuiswedstrijd tegen Frankrijk die met 2-1 werd gewonnen.
Sermon overleed in 2013 op bijna 90-jarige leeftijd. Hij was de laatste nog levende speler van de eerste kampioenenploeg van RSC Anderlecht.